# Fields of Gold
Fields of Gold ist ein Lied des britischen Musikers Sting aus dem Jahr 1993. Im Jahr 2023 erlangte die Komposition als Reminiszenz Dreaming von Pink, Marshmello und Sting erneute Bekanntheit.

## Entstehung und Veröffentlichung
Das Lied wurde vom Interpreten (Gordon Sumner) selbst getextet, komponiert und produziert. Bei der Produktion erhielt er Unterstützung durch Hugh Padgham.
Die Erstveröffentlichung von Fields of Gold erfolgte als Teil von Ten Summoner’s Tales am 5. März 1993 bei A&M Records (Katalognummer: 540 075-2), dem vierten Solo-Studioalbum von Sting. Am 7. Juni 1993 erschien das Lied als dritte Singleauskopplung aus dem Album. Diese erschien zeitgleich als 7″-Single mit der B-Seite We Work the Black Seam (Katalognummer: 580 300-7) sowie als CD-Maxi-Single mit drei Liveversionen zu Fragile, King of Pain und Purple Haze (Katalognummer: 580 301-2).

## Inhalt
Der Inhalt des Liedes beschreibt die Erinnerung an ein englisches Herrenhaus aus dem 16. Jahrhundert, das im Sommer von goldschimmernden Gerstenfeldern umgeben ist. Faszinierend ist es zu beobachten, wie sich der Wind über die schimmernde Oberfläche des Getreides wie Wellen auf einem Ozean aus Gold bewegt. Der Anblick hat etwas von natürlicher Ursprünglichkeit, als ob der Wind mit der Gerste anbandeln möchte. Viele Liebende haben sich in den Feldern von Gold ihr Liebesversprechen gegeben, und ihr dort geschlossener Bund wurde durch den beruhigenden Kreislauf der Jahreszeiten gestärkt.

## Kommerzieller Erfolg

### Chartplatzierungen
| ChartsChartplatzierungen       | Höchstplatzierung | Wochen |
| ------------------------------ | ----------------- | ------ |
| Deutschland (GfK)              | 52 (10 Wo.)       | 10     |
| Schweiz (IFPI)                 | 25 (4 Wo.)        | 4      |
| Vereinigte Staaten (Billboard) | 23 (20 Wo.)       | 20     |
| Vereinigtes Königreich (OCC)   | 16 (6 Wo.)        | 6      |

| ChartsJahrescharts (1993)      | Platzierung |
| ------------------------------ | ----------- |
| Vereinigte Staaten (Billboard) | 87          |

### Auszeichnungen für Musikverkäufe
| Land/Region          | Auszeichnungen für Musikverkäufe (Land/Region, Auszeichnung, Verkäufe) | Verkäufe |
| -------------------- | ---------------------------------------------------------------------- | -------- |
| Dänemark (IFPI)      | Gold                                                                   | 45.000   |
| Deutschland (BVMI)   | Gold                                                                   | 250.000  |
| Italien (FIMI)       | Gold                                                                   | 25.000   |
| Neuseeland (RMNZ)    | Platin                                                                 | 30.000   |
| Spanien (Promusicae) | Gold                                                                   | 30.000   |
| Insgesamt            | 4× Gold · 1× Platin ·                                                  | 380.000  |

Hauptartikel: Sting/Auszeichnungen für Musikverkäufe

## Coverversionen

### Pink feat. Marshmello & Sting
Die US-amerikanische Sängerin Pink nahm, zusammen mit dem US-amerikanischen Musikproduzenten Marshmello und Sting, eine Reminiszenz zu Fields of Gold mit dem Titel Dreaming auf. Der Text wurde hierzu umgeschrieben, sodass hierbei auch Richard Boardman, Christopher Comstock (Marshmello), Nicholas Gale (Digital Farm Animals) und Amanda Ibanez (Kiddo A.I.) Urheber des Stücks sind. Die Strophen handeln in Pinks Version von der Sehnsucht nach einem Partner, der das ganze Jahr hinweg über treu bleibt und von „tanzenden“ Sternen am Horizont. Gale zeichnete darüber hinaus auch für die Produktion verantwortlich.
Die Erstveröffentlichung von Dreaming erfolgte als Single am 20. Oktober 2023 bei RCA Records (Katalognummer: 19687145110). Am 1. Dezember 2023 erschien es als Teil der „Tour Deluxe Edition“ von Pinks neunten Studioalbum Trustfall (Katalognummer: 19658863852). Am 2. November 2023 erschien ein offizielles Lyrikvideo, dieses zählte bis September 2024 über 1,9 Millionen Aufrufe auf der Videoplattform YouTube.
| ChartsChartplatzierungen     | Höchstplatzierung | Wochen |
| ---------------------------- | ----------------- | ------ |
| Deutschland (GfK)            | 93 (1 Wo.)        | 1      |
| Vereinigtes Königreich (OCC) | 99 (1 Wo.)        | 1      |

### Weitere Coverversionen
- 1996: Eva Cassidy & Lee Mulhern (Album: Hey Good Looking)
- 1998: I Muvrini (Album: Leia)
- 1999: Mary Black (Album: Speaking with the Angels)
- 2000: I Muvrini & Sting (Album: A strada)
- 2002: Gregorian (Album: Masters of Chant Chapter III)
- 2005: Maxi Priest
- 2009: Ina Müller – Veel to olt (Album: Die Schallplatte – nied opleggt)
- 2010: Celtic Woman & Lisa Kelly
- 2011: Schmidbauer & Kälberer – Felder voller Gold
- 2012: Singer Pur (Album: Singer Pur sings Sting)
- 2017: Katie Melua
- 2020: Simone Kermes (Album: Inferno e Paradiso)
- 2023: Ellie Goulding (Album: Songbook for Christmas)